# Juan Luis Guerra
Pour les articles homonymes, voir Guerra.
Juan Luis Guerra est un auteur-compositeur-interprète très populaire sur la scène musicale hispanophone. Originaire de la République dominicaine, ce maître du merengue et de la bachata a exploré tous les styles musicaux de son île natale.
Guerra est l'un des artistes latins les plus internationalement reconnus de ces dernières décennies. Son style populaire de merengue et de fusion afro-latine lui a valu un succès considérable dans toute l'Amérique latine. Il est également reconnu pour avoir popularisé la musique bachata au niveau mondial et est souvent associé au genre, bien que son style distinct de la bachata présente un rythme et une esthétique de boléro plus traditionnels mélangés à des mélodies et à une harmonie influencées par la bossa-nova dans certaines de ses chansons.

## Biographie
Né le 7 juin 1957, Guerra a commencé à s’intéresser à la musique dès son plus jeune âge. Issu de la classe moyenne, il a hérité de son père, un joueur de baseball, sa grande taille et son air romantique. Décidé à vivre de sa musique, il fait des études musicales au Berklee College of Music à Boston, Massachusetts. C’est donc à Boston, qu’il s’est initié au jazz, swing et aussi bebop mais c’est un tout autre style qu’il développe dans ses jeunes années, le merengue, genre musical de République dominicaine.
Après l'université, il fonde son premier groupe 4.40 (en référence à la fréquence de la note "la", 440 Hz), qui connut un succès d’estime jusqu’à la sortie en 1988 de Ojalá que llueva café (Pourvu qu'il pleuve du café), leur premier grand succès. La musique de 4.40 repose sur des arrangements modernes mêlant des instruments de rock et de variétés au merengue : « Je me suis dit, on va travailler avec notre musique qui est en fait celle qu’on ressent. »
Cet album est suivi par le très populaire Bachata Rosa en 1990. 
En 2000, il est devenu chrétien évangélique et directeur de louange à l’église “Más Que Vencedores” à Saint-Domingue .
Juan Luis Guerra a été nommé le 15 septembre 2008 Artiste de l'Unesco pour la paix.
Le 25 août 2014 sort le premier single ''Tus Besos'' de son nouvel album ''Todo Tiene Su Hora''.
Il est cité dans l'affaire des Panama Papers en avril 2016 pour The Mango Team Inc., l’organisation qui gère ses contrats à l’étranger, mais son manager a affirmé qu’elle payait des impôts .

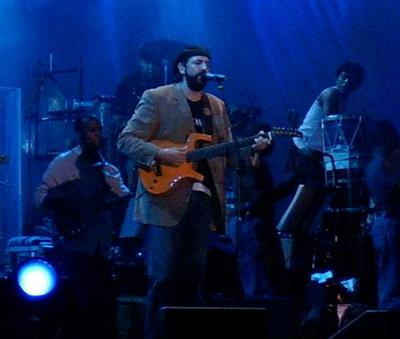
Juan Luis Guerra et des musiciens

## Discographie

### Autres morceaux
- Gracias (2020) (chanson Chrétienne inspirée de l'Épître aux Philippiens).

### Participations

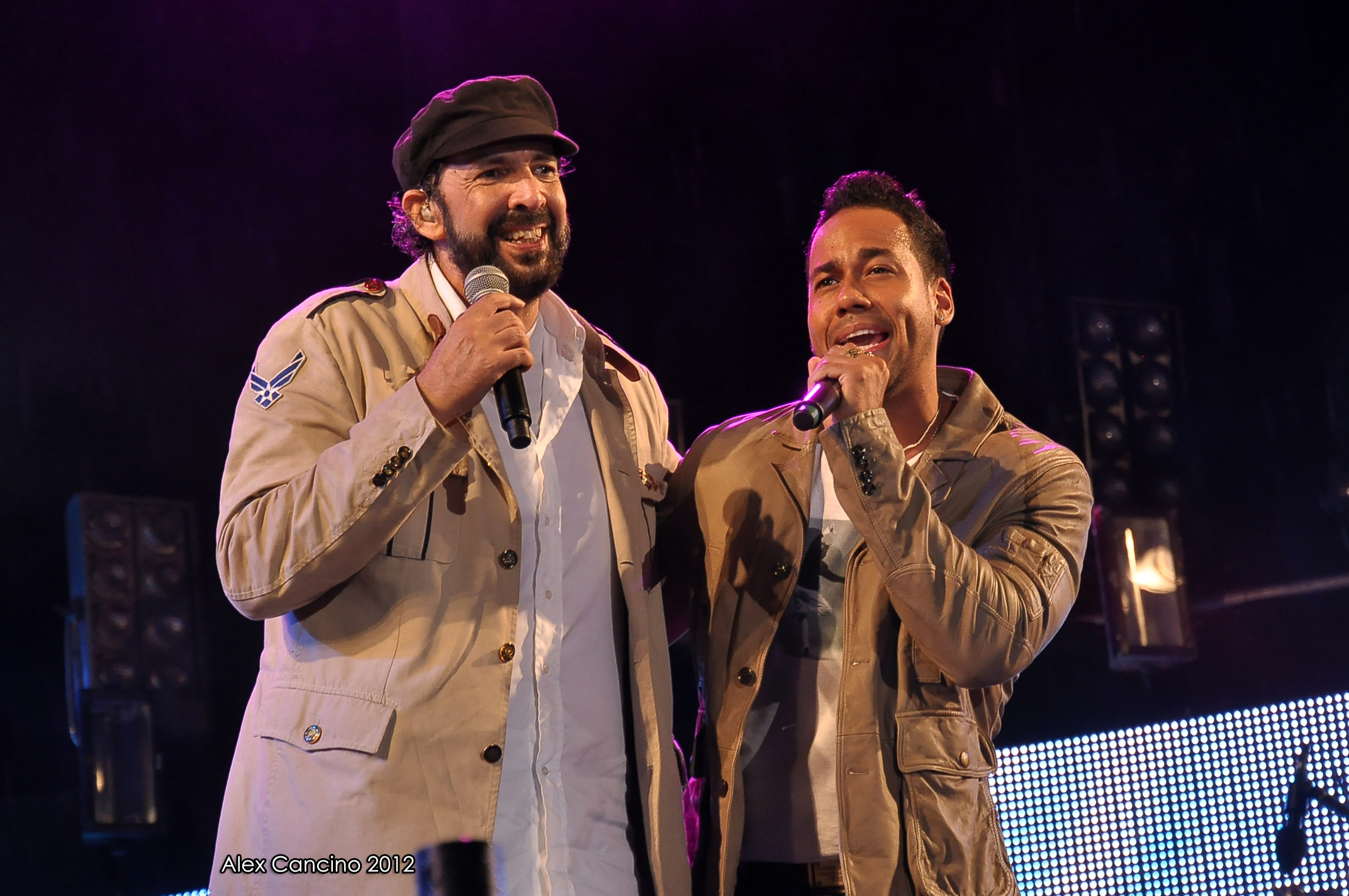
Romeo Santos et Juan Luis Guerra.

| Année | Titre                                         | Artiste principal | Album                                     |
| 1990  | No he podido verte                            | Emmanuel | Vida                                      |
| 1993  | Derroche                                      | Ana Belén | Veneno para el corazón                    |
| 1994  | Que bonita luna                               | Album collectif Especial del Banco Popular de Puerto Rico. | El Espíritu De Un Pueblo                  |
| 1995  | Señorita                                      | Album collectif | My Family - Bande originale du film       |
| 2001  | El último adiós                               | Album collectif au bénéfice du 911. | El Último Adiós                           |
| 2006  | Bendita tu luz                                | Maná | Amar Es Combartir                         |
| 2006  | Abriendo caminos                              | Diego Torres | Andando                                   |
| 2006  | Amor de conuco                                | Michel Camilo & Tomatito | Spain Again                               |
| 2006  | Bendita tu luz" (Versión Bachata)             | Maná | Amar Es Combatir - Deluxe Limited Edition |
| 2007  | Não Tenho Lágrimas (duo avec Ivete Sangalo)   | Album collectif Celebración Navidad Brasileña. | Cidade Do Samba                           |
| 2009  | Como lluvia                                   | Nelly Furtado | Mi Plan                                   |
| 2010  | Cuando me enamoro                             | Enrique Iglesias | Euphoria                                  |
| 2010  | Que Cante la Vida                             | Chanson caritative au profit de la Croix Rouge chilienne à la suite du séisme de 2010 au Chili, avec la participation de : Alberto Plaza, A.B. Quintanilla III, Alejandra Guzmán, Aleks Syntek, Alex Ubago, Alexandre Pires, Belinda, Carlos Baute, Christian Chávez, Fanny Lu, Fausto Miño, Fonseca, Franco De Vita, Gabriela Villalba, Gian Marco, Jorge Villamizar, Juan Fernando Velasco, Juan Luis Guerra, Koko Stambuk, Elena Burke, Luis Fonsi, Marciano, Mario Guerrero, Noel Schajris, Pablo Holman, Pablo Herrera, PeeWee, Ricardo Montaner | Que Cante la Vida                         |
| 2011  | Dime donde                                    | Gian Marco | Días Nuevos                               |
| 2011  | Toma mi vida                                  | Milly Quezada | Aquí Estoy Yo                             |
| 2011  | Mi son                                        | Rosario Flores | Raskatriski                               |
| 2011  | Tu nombre                                     | Marcos Vidal | Tu Nombre                                 |
| 2012  | Creo en ti                                    | Miguel Bosé | PapiTwo                                   |
| 2012  | Just in time                                  | Tony Bennett | Viva Duets                                |
| 2013  | Esto es vida                                  | Draco Rosa | Vida                                      |
| 2013  | Bachata Rosa                                  | Natalie Cole | Natalie Cole en español                   |
| 2014  | Llegaste tú                                   | Luis Fonsi | 8                                         |
| 2015  | Suena la pelota                               | Alejandro Sanz | Sirope                                    |
| 2015  | Un besito más                                 | Jesse & Joy | Un Besito Más                             |
| 2015  | Si tú no bailas conmigo                       | Niña Pastori | Ámame Como Soy                            |
| 2017  | Carmín                                        | Romeo Santos | Golden                                    |
| 2017  | Júrame                                        | Julio Iglesias | México & Amigos                           |
| 2018  | Si no te hubieras ido (duo avec David Bisbal) | Album collectif | Todos Somos MAS                           |
| 2018  | La Bilirrubina                                | Arturo Sandoval | Ultimate Duets                            |
| 2018  | Quiero tiempo                                 | Victor Manuelle | 25/7                                      |
| 2019  | Loma de Cayenas                               | Vicente García | Candela                                   |
| 2020  | Dance With Me                                 | Carol Welsman | TBA                                       |
| 2021  | Mi guitarra                                   | Javier Limón & Nella | Mi Guitarra (Single)                      |
| 2021  | Dios así lo quiso                             | Ricardo Montaner | Dios Así Lo Quiso (Single)                |
| 2021  | Live in love                                  | Philip Lassiter & Josje | Live in Love (Single)                     |
| 2025  | Así Bonito                                    | Frank Ceara + Juan Luis Guerra | El Saborcito De Tu Amor                   |

### Albums d'hommage à Juan Luis Guerra
- Mocedades canta a Juan Luis Guerra par Mocedades (2007)
- Homenaje a Juan Luis Guerra par le chanteur cubain Marlon (chansons arrangées en salsa, 2007)